# Nguyễn Danh Dũng
Nguyễn Danh Dũng (sinh ngày 28 tháng 1 năm 1970) là một đạo diễn Việt Nam, được nhà nước phong tặng danh hiệu Nghệ sĩ ưu tú. Ông nổi tiếng nhờ loạt phim truyền hình ăn khách được phát sóng trên VTV như Rừng chắn cát, Người phán xử, Hương vị tình thân, Về nhà đi con, Đấu trí, Cuộc đời vẫn đẹp sao, Cuộc chiến không giới tuyến.

## Cuộc đời
Nguyễn Danh Dũng sinh ngày 28 tháng 1 năm 1970 tại xã Nga Thủy, huyện Nga Sơn, tỉnh Thanh Hóa, dù quê quán là xã Cẩm Nhượng, huyện Cẩm Xuyên, tỉnh Hà Tĩnh. Ông tốt nghiệp Trường Đại học Sân khấu - Điện ảnh vào năm 1998 và có bộ phim đầu tay Rời nhà ra phố được phát sóng trong chương trình Văn nghệ Chủ Nhật. Cũng từ đây mà ông bắt đầu gắn liền với nhiều tác phẩm phát sóng trong chương trình này như Chuyện bên sông, Quà năm mới, Hai bến một dòng sông, Dư âm hạnh phúc, Người ở bến sông.
Năm 2005, bộ phim đầu tiên của ông hợp tác với Công ty Lasta mang tên Ảo ảnh trở thành bộ phim thứ 2 được lựa chọn phát sóng trong khung giờ vàng cho phim truyện Việt Nam trên kênh HTV7. Mặc dù nhận được nhiều ý kiến trái chiều, nhưng những bộ phim tiếp theo của Nguyễn Danh Dũng phát sóng trên Đài Truyền hình Thành phố Hồ Chí Minh như Nhịp đập trái tim, Thiên đường tình yêu, Một ngày không có em đều đạt được sự thành công nhất định.
Năm 2009, ông tiếp tục cho ra mắt bộ phim Nghe trà. Đây là một bộ phim có đề tài khá đặc biệt so với những tác phẩm trước đây của Nguyễn Danh Dũng khi nói về văn hóa trà của Việt Nam. Từ năm 2010, ông quay trở lại với những bộ phim được phát sóng trên Đài truyền hình Việt Nam, đặc biệt là những bộ phim được phát sóng vào dịp Tết Nguyên Đán hoặc vào những khung giờ vàng.
Về sau, ông lần lượt cho ra mắt nhiều bộ phim đề tài hình sự như: Khi đàn chim trở về, Cảnh sát đặc nhiệm, Người phán xử. Đặc biệt là bộ phim Người phán xử thuộc loạt phim Cảnh sát hình sự nổi tiếng không chỉ tạo nên cơn sốt đối với khán giả Việt Nam, đạt được lượng người xem kỷ lục, mà còn thu được giúp Đài Truyền hình Việt Nam thu được 192 tỷ đồng nhờ quảng cáo.
Sau Người phán xử, bộ phim Về nhà đi con của Nguyễn Danh Dũng ra mắt vào năm 2019 tiếp tục tạo nên một cơn sốt mới của phim truyền hình Việt Nam. Không chỉ thu hút được sự chú ý mạnh mẽ từ phía khán giả mà bộ phim còn đạt được nhiều đề cử và giải thưởng trong các lễ trao giải lớn của năm 2019. Sau bộ phim Khi đàn chim trở về phần 3 phát sóng năm 2015, đây cũng là bộ phim giúp Nguyễn Danh Dũng lần thứ 2 đạt được giải thưởng Đạo diễn xuất sắc nhất của Giải Cánh diều. Theo ước tính, doanh thu từ quảng cáo của Về nhà đi con có thể lên đến 200 tỷ đồng. Tháng 7 cùng năm, Nguyễn Danh Dũng được đề nghị xét duyệt danh hiệu Nghệ sĩ ưu tú, đến tháng 8 thì ông chính thức được nhà nước Việt Nam phong tặng danh hiệu này.
Nguyễn Danh Dũng mở đầu năm 2020 với bộ phim Mùa xuân ở lại, một trong những bộ phim truyền hình Việt Nam hiếm hoi về đề tài dân tộc thiểu số và đã nhận được nhiều phản hồi tích. Bộ phim được phát sóng trên kênh VTV1 vào dịp Tết Nguyên Đán với thời lượng ban đầu là 4 tập và mỗi tập 45 phút, về sau để đáp ứng nhu cầu của tác giả, Đài Truyền hình Việt Nam đã biên tập lại nội dung và phát sóng với thời lượng 10 tập và mỗi tập 25 phút.
Trong bối cảnh Đại dịch COVID-19, Nguyễn Danh Dũng cùng Trịnh Lê Phong tiếp tục cho ra mắt bộ phim Những ngày không quên là phần ngoại truyện đặc biệt của Về nhà đi con kết hợp với bộ phim Cô gái nhà người ta. Đây tiếp tục là một bộ phim gây chú ý đối với khán giả Việt Nam khi phản ánh chân thực xã hội cũng như con người trong tình hình đại dịch COVID-19 bùng nổ, ảnh hưởng đến nhiều mặt của cuộc sống. Để có thể thực hiện được mục đích tuyên truyền về cách phòng chống dịch bệnh, bộ phim đã được khởi máy và chiếu ngay trong thời kỳ giãn cách xã hội vì COVID-19.
Năm 2022, Nguyễn Danh Dũng cùng Bùi Quốc Việt và Nguyễn Đức Hiếu ra mắt bộ phim Đấu trí được lấy cảm hứng từ Vụ Việt Á và Vụ Nhật Cường Mobile. Đây là bộ phim phản ánh về vấn đề nâng khống giá kit test COVID-19, dẫn đến tình trang tham nhũng và vi phạm quy định về đấu thầu gây hậu quả nghiêm trọng.
Năm 2023, ông cho ra mắt bộ phim Cuộc đời vẫn đẹp sao kể về những thân phận khốn khó nơi xóm trọ nghèo. Đây là một đề tài hoàn toàn mới của Nguyễn Danh Dũng sau hơn 20 năm làm phim Chuyện phố phường. Cũng trong năm này, ông cho ra mắt phim Cuộc chiến không giới tuyến phối hợp với Tổng cục Chính trị Quân đội Nhân dân Việt Nam. Đây là dự án mới nhất của ông được sản xuất nhân dịp kỷ niệm 80 năm ngày thành lập Quân đội Nhân dân Việt Nam và 35 năm ngày Hội Quốc phòng toàn dân.

## Tác phẩm
| Năm  | Tên phim                     | Ghi chú                                                                                         | Tập                                       | Kênh       | Nguồn                |
| ---- | ---------------------------- | ----------------------------------------------------------------------------------------------- | ----------------------------------------- | ---------- | -------------------- |
| 1998 | Rời nhà ra phố               | Phát sóng trong chương trình Văn nghệ Chủ Nhật                                                  | 1                                         | VTV1       | [ 35 ]               |
| 1999 | Sĩ quan dự bị                |                                                                                                 | 1                                         | VTV1       | [ 35 ]               |
| 1999 | Chuyện bên sông              | Phát sóng trong chương trình Văn nghệ Chủ Nhật                                                  | 2                                         | VTV3       |                      |
| 1999 | Dư âm hạnh phúc              | Phát sóng trong chương trình Văn nghệ Chủ Nhật                                                  | 1                                         | VTV3       |                      |
| 2000 | Quà năm mới                  | Phát sóng vào dịp Tết Nguyên Đán trong chương trình Văn nghệ Chủ Nhật                           | 1                                         | VTV3       | [ 36 ]               |
| 2000 | Hai bến một dòng sông        | Phim điện ảnh truyền hình phát sóng trong chương trình Văn nghệ Chủ Nhật                        | 1                                         | VTV1       | [ 35 ]               |
| 2001 | Dư âm hạnh phúc              | Phát sóng trong chương trình Văn nghệ Chủ Nhật                                                  | 1                                         | VTV3       |                      |
| 2002 | Cảnh sát đặc nhiệm           | Thuộc loạt phim Cảnh sát hình sự, đồng đạo diễn với Trần Hoài Sơn                               | 10                                        | VTV3       | [ 37 ]               |
| 2003 | Người ở bến sông             | Phát sóng trong chương trình Văn nghệ Chủ Nhật                                                  | 1                                         | VTV3       | [ 38 ]               |
| 2003 | Tin lành tháng chạp          | Phát sóng vào dịp Tết Nguyên Đán                                                                | 1                                         | VTV1       | [ 39 ]               |
| 2003 | Khi đàn chim trở về (phần 2) | Phát sóng trong chương trình Văn nghệ Chủ Nhật                                                  | 12                                        | VTV3       | [ 40 ]               |
| 2005 | Chuyện phố phường            | Đồng đạo diễn với Phạm Thanh Phong                                                              | 22                                        | VTV1       | [ 41 ] [ 42 ]        |
| 2005 | Ảo ảnh                       | Tên cũ là Khát vọng đô thành                                                                    | 33                                        | HTV7       | [ 43 ] [ 44 ]        |
| 2006 | Nhịp đập trái tim            |                                                                                                 | 60                                        | HTV7       | [ 45 ]               |
| 2007 | Thiên đường tình yêu         |                                                                                                 | 80                                        | HTV7       | [ 46 ] [ 47 ]        |
| 2008 | Một ngày không có em         | Tên cũ là Không có kiếp sau                                                                     | 80                                        | HTV7       | [ 48 ] [ 49 ]        |
| 2009 | Nghe trà                     |                                                                                                 | 40                                        | HTV9       | [ 50 ] [ 51 ]        |
| 2010 | Giao thừa đón lộc vàng       | Phát sóng vào dịp Tết Nguyên Đán                                                                | 1                                         | VTV1       | [ 52 ] [ 53 ]        |
| 2010 | Cuộc gọi lúc 0 giờ           |                                                                                                 | 35                                        | VTV3       | [ 54 ] [ 55 ]        |
| 2011 | Tháng củ mật                 | Phát sóng vào dịp Tết Nguyên Đán                                                                | 1                                         | VTV1       | [ 56 ] [ 57 ]        |
| 2011 | Rừng chắn cát                |                                                                                                 | 28                                        | VTV1       | [ 58 ] [ 59 ]        |
| 2012 | Ông tơ hai phẩy              |                                                                                                 | 30                                        | VTV1       | [ 60 ] [ 61 ]        |
| 2013 | Tu hú lạc bầy                |                                                                                                 | 1                                         | VTV1       | [ 62 ] [ 63 ]        |
| 2014 | Heo may về qua phố           |                                                                                                 | 24                                        | VTV3       | [ 64 ] [ 65 ]        |
| 2015 | Khi đàn chim trở về (phần 3) |                                                                                                 | 46                                        | VTV1       | [ 66 ] [ 67 ]        |
| 2015 | Ánh sáng cuối ngày           |                                                                                                 | 1                                         | VTV1, VTV4 | [ 68 ] [ 69 ]        |
| 2016 | Giọt nước mắt muộn màng      |                                                                                                 | 28                                        | VTV3       | [ 70 ] [ 71 ]        |
| 2016 | Ánh sáng trước mặt           | Đồng đạo diễn với Trần Hoài Sơn                                                                 | 35                                        | VTV1       | [ 72 ] [ 73 ]        |
| 2017 | Người phán xử                | Thuộc loạt phim Cảnh sát hình sự, đồng đạo diễn với Khải Anh và Nguyễn Mai Hiền                 | 47 tập (Chính thức) + 4 tập (Tiền truyện) | VTV3       | [ 74 ] [ 75 ]        |
| 2019 | Về nhà đi con                |                                                                                                 | 85 tập + 5 tập ngoại truyện               | VTV1       | [ 76 ] [ 77 ]        |
| 2020 | Mùa xuân ở lại               | Phát sóng vào dịp Tết Nguyên Đán                                                                | 4 tập (45 phút/tập), 10 tập (30 phút/tập) | VTV1       | [ 78 ] [ 79 ]        |
| 2020 | Những ngày không quên        | Đồng đạo diễn với Trịnh Lê Phong, là sản phẩm kết hợp giữa Về nhà đi con và Cô gái nhà người ta | 50                                        | VTV1       | [ 80 ] [ 81 ]        |
| 2021 | Hương vị tình thân           |                                                                                                 | 136                                       | VTV1       | [ 82 ] [ 83 ]        |
| 2022 | Đấu trí                      | Đồng đạo diễn với Bùi Quốc Việt và Nguyễn Đức Hiếu, lấy cảm hứng từ đại án Công ty Việt Á       | 74                                        | VTV1       | [ 84 ] [ 85 ] [ 86 ] |
| 2023 | Cuộc đời vẫn đẹp sao         | Xuất hiện ở tập 15 với vai diễn khách mời                                                       | 45                                        | VTV3       | [ 87 ] [ 88 ]        |
| 2023 | Cuộc chiến không giới tuyến  |                                                                                                 | 40                                        | VTV1       | [ 89 ]               |
| 2024 | Không thời gian              |                                                                                                 | 60                                        | VTV1       | [ 90 ] [ 91 ]        |
| 2025 | Có anh, nơi ấy bình yên      |                                                                                                 |                                           | VTV1       |                      |

## Giải thưởng
| Năm  | Lễ trao giải                                    | Tác phẩm              | Hạng mục                                | Kết quả        | Nguồn           |
| ---- | ----------------------------------------------- | --------------------- | --------------------------------------- | -------------- | --------------- |
| 2004 | Bình chọn chương trình truyền hình hay nhất     | Khi đàn chim trở về 2 | Phim truyền hình Việt Nam               | Đoạt giải      | [ 92 ]          |
| 2004 | Giải Cánh diều 2003                             | Khi đàn chim trở về 2 | Phim truyện truyền hình dài tập         | Khuyến khích   | [ 93 ]          |
| 2005 | Giải Cánh diều 2004                             | Chuyện phố phường     | Phim truyện truyền hình dài tập         | Khuyến khích   | [ 94 ]          |
| 2014 | Giải Cánh diều 2013                             | Tu hú lạc bầy         | Phim truyện truyền hình                 | Đề cử          | [ 95 ]          |
| 2014 | Liên hoan phim truyền hình toàn quốc lần thứ 34 | Tu hú lạc bầy         | Phim truyện                             | Giải bạc       | [ 96 ] [ 97 ]   |
| 2016 | Giải Cánh diều 2015                             | Khi đàn chim trở về 3 | Đạo diễn xuất sắc                       | Đoạt giải      | [ 98 ]          |
| 2016 | Giải Cánh diều 2015                             | Khi đàn chim trở về 3 | Phim truyện truyền hình                 | Cánh diều bạc  | [ 99 ]          |
| 2020 | Ấn tượng VTV 2019                               | Về nhà đi con         | Phim truyền hình ấn tượng               | Đoạt giải      | [ 100 ] [ 101 ] |
| 2020 | Giải Cánh diều 2019                             | Về nhà đi con         | Đạo diễn xuất sắc                       | Đoạt giải      | [ 102 ] [ 103 ] |
| 2020 | Giải Cánh diều 2019                             | Về nhà đi con         | Phim truyện truyền hình                 | Cánh diều vàng | [ 104 ] [ 105 ] |
| 2020 | Liên hoan phim truyền hình toàn quốc lần thứ 39 | Về nhà đi con         | Phim truyện truyền hình – giải Đặc biệt | Đoạt giải      | [ 106 ] [ 107 ] |
| 2021 | Ấn tượng VTV 2021                               | Hương vị tình thân    | Phim truyền hình ấn tượng               | Đoạt giải      | [ 108 ]         |